# تام باتون
تام باتون (بالإنجليزية: Tam Paton)‏ هو مدير مواهب ووكيل مواهب بريطاني، ولد في 5 أغسطس 1938، وتوفي في 8 أبريل 2009 بسبب نوبة قلبية.